# فرانچیچک گوانیتسا گرونگ

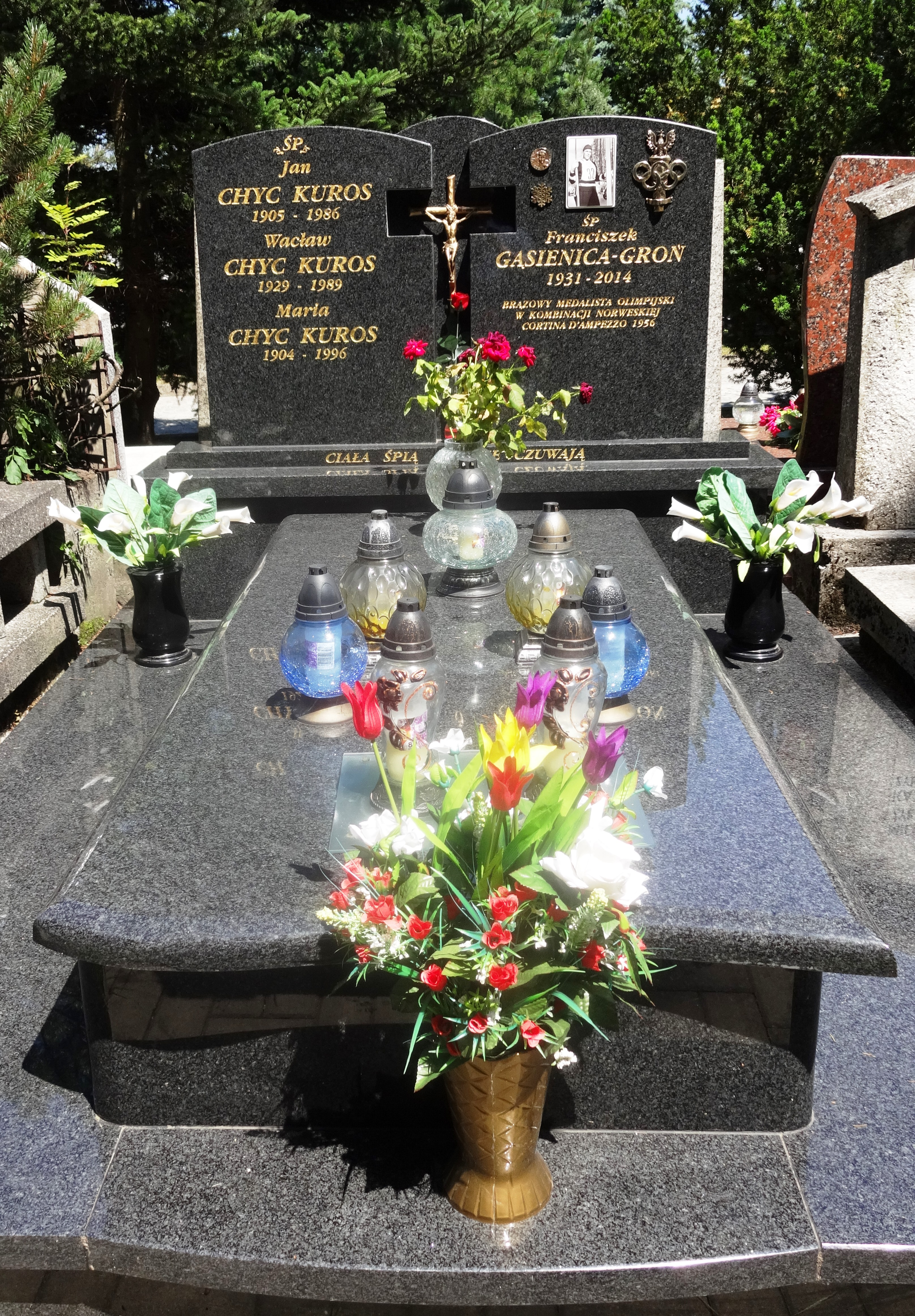
سنگ‌مزار فرانچیچک گوانیتسا گرونگ - ۲۰۱۵

فرانچیچک گوانیتسا گرونگ (لهستانی: Franciszek Gąsienica Groń؛ ۳۰ سپتامبر ۱۹۳۱ – ۳۱ ژوئیهٔ ۲۰۱۴) اسکی‌باز پرش اهل لهستان بود.